# Ben Avon, Skottland
Ben Avon är ett berg i Storbritannien.   Det ligger i kommunen Aberdeenshire och riksdelen Skottland, i den norra delen av landet, 700 km norr om huvudstaden London. Toppen på Ben Avon är 1 171 meter över havet, eller 202 meter över den omgivande terrängen. Bredden vid basen är 4,1 km.
Terrängen runt Ben Avon är huvudsakligen kuperad.Runt Ben Avon är det mycket glesbefolkat, med 2 invånare per kvadratkilometer. Närmaste större samhälle är Braemar, 9,1 km söder om Ben Avon. I omgivningarna runt Ben Avon växer i huvudsak blandskog.